# Championnat du Ceará de football
Le Championnat du Ceará (en portugais : Campeonato Cearense) est une compétition brésilienne de football se déroulant dans l'État du Ceará et organisée par la Fédération du Ceará de football. C'est l'un des 27 championnats des États brésiliens.

## Organisation
- Première phase :
  - Championnat traditionnel se disputant en matchs aller-retour.

- Deuxième phase:
  - Série éliminatoire se jouant en matchs aller-retour entre les 4 premiers de la première phase

Le vainqueur de la deuxième phase est sacré champion, les deux dernières équipes de la première phase sont reléguées. Comme pour les autres championnats d'État brésilien, les règles sont susceptibles d'être modifiées à chaque début de saison.

## Clubs de l'édition 2022
- Ceará SC
- Ferroviário AC (Fortaleza)
- Fortaleza EC
- Guarani EC (Juazeiro do Norte)
- ADRC Icasa
- Itapajé FC
- Itapipoca EC
- Maranguape FC
- Quixadá FC
- CT Uniclinic